# 佐野元国
佐野 元国（さの もとくに、1958年3月6日 - ）は、神奈川県横浜市磯子区出身の元プロ野球選手（捕手）・コーチ。
父親がギリシャ人で帰化前の本名は「クリストホロス・ハザカキス」。
1981年までの登録名は佐野クリスト。

## 来歴・人物
インターナショナルスクールから地元の小学校へ編入後、横浜市立岡村中学校を経て、1975年に横浜高校へ進学。同期のエース中田良弘とバッテリーを組み、2年次の1976年には秋季県大会で準決勝に進むが、東海大相模に敗退。3年次の1977年には夏の県大会準々決勝で法政二高に敗れ、甲子園には出場できなかった。1年下のチームメイトに遊撃手の吉田博之がいた。
同年のドラフト3位で近鉄バファローズに入団。
1979年に初めて一軍に昇格した。6月9日のロッテ戦（日生）に3番・左翼手として初出場・初先発出場を果たし、偵察オーダーで佐々木恭介と交代している。
1980年にウエスタン・リーグにおいて20本塁打を打ち本塁打王と打点王の二冠を獲得するなど地力はあったが、梨田昌孝、有田修三といった捕手陣が全盛期であったため出場機会に恵まれず二軍暮らしが続いた。1982年に日本国籍を取得し、横浜高校時代の恩師・渡辺元監督から1文字採り、「佐野元国」と改名した。
1985年に島貫省一との交換トレードで読売ジャイアンツへ移籍。当初は山倉和博に続く2番手捕手として期待されていたが、4月5日に行われた大洋とのオープン戦（水戸）の5回に本塁上で走者の若菜嘉晴に左脚大腿部をスパイクされ7針の皮下裂創を負い退場し、その12日後の阪神戦で槙原寛己とバッテリーを組んだ際、ランディ・バース、掛布雅之、岡田彰布のクリーンナップからバックスクリーンへの3連続本塁打を浴びた。同14日の大洋戦（後楽園）で8回裏に斉藤明夫から初安打、21日の広島戦（広島市民）で3回表に白武佳久より3ランで生涯唯一となる公式戦本塁打・打点を記録している。
1986年には近鉄時代に超えることができなかった有田が巨人に移籍してきたため、出場機会は更に減少。
1988年は1A・マイアミ・マーリンズに野球留学した。主に二軍において若手投手の育成に専念していた。
1989年を最後に現役を引退。
1990年、巨人の二軍監督から大洋に一軍監督として移籍した須藤豊の誘いで大洋二軍バッテリーコーチに就任。
1991年から1992年には一軍バッテリーコーチを務め、当時大洋の選手であった谷繁元信は「佐野さんはすごくユーモアがあって練習は厳しいんだけど、いろんな練習方法をやってくれたり。試合前でもキャンプでもつきっきりで、宜野湾から宿舎のある那覇まで15キロくらいを一緒に走ってくれたりね。いろんな練習方法を考えてきてくれた。」、「キャッチャーの下半身の使い方、必要な動作など基本的な事を教わった」と述べている。
1993年には古巣・巨人に二軍育成コーチとして復帰。
1994年まで務めた。
1996年と1998年は二軍バッテリーコーチ。
1999年から2000年までは一軍バッテリーコーチを務め、2000年のリーグ優勝・日本一に貢献。
巨人コーチ退任後はラジオ日本での番組出演があったが、講演を中心に活動しており、現在は横浜で少年野球の指導に力を入れており、野球教室を開いている。プロ野球マスターズリーグ・札幌アンビシャスにも在籍した。

## 詳細情報

### 年度別打撃成績
| 年 度     | 球 団     | 試 合 | 打 席 | 打 数 | 得 点 | 安 打 | 二 塁 打 | 三 塁 打 | 本 塁 打 | 塁 打 | 打 点 | 盗 塁 | 盗 塁 死 | 犠 打 | 犠 飛 | 四 球 | 敬 遠 | 死 球 | 三 振 | 併 殺 打 | 打 率 | 出 塁 率 | 長 打 率 | O P S |
| --------- | --------- | ----- | ----- | ----- | ----- | ----- | -------- | -------- | -------- | ----- | ----- | ----- | -------- | ----- | ----- | ----- | ----- | ----- | ----- | -------- | ----- | -------- | -------- | ----- |
| 1979      | 近鉄      | 10    | 0     | 0     | 0     | 0     | 0        | 0        | 0        | 0     | 0     | 0     | 0        | 0     | 0     | 0     | 0     | 0     | 0     | 0        | ----  | ----     | ----     | ----  |
| 1981      | 近鉄      | 6     | 7     | 6     | 0     | 0     | 0        | 0        | 0        | 0     | 0     | 0     | 0        | 0     | 0     | 0     | 0     | 1     | 4     | 0        | .000  | .143     | .000     | .143  |
| 1984      | 近鉄      | 2     | 1     | 1     | 0     | 0     | 0        | 0        | 0        | 0     | 0     | 0     | 0        | 0     | 0     | 0     | 0     | 0     | 1     | 0        | .000  | .000     | .500     | .500  |
| 1985      | 巨人      | 6     | 16    | 13    | 1     | 3     | 0        | 0        | 1        | 6     | 3     | 0     | 0        | 1     | 0     | 2     | 0     | 0     | 7     | 0        | .231  | .333     | .462     | .795  |
| 1986      | 巨人      | 3     | 2     | 2     | 0     | 0     | 0        | 0        | 0        | 0     | 0     | 0     | 0        | 0     | 0     | 0     | 0     | 0     | 1     | 0        | .000  | .000     | .000     | .000  |
| 通算：5年 | 通算：5年 | 27    | 26    | 22    | 1     | 3     | 0        | 0        | 1        | 6     | 3     | 0     | 0        | 1     | 0     | 2     | 0     | 1     | 13    | 0        | .136  | .240     | .273     | .513  |

### 年度別守備成績
| 年 度 | 試 合 | 企 図 数 | 許 盗 塁 | 盗 塁 刺 | 阻 止 率 |
| ----- | ----- | -------- | -------- | -------- | -------- |
| 1981  | 2     |          | 1        | 0        | .000     |
| 1984  | 2     |          | 0        | 1        | 1.000    |
| 1985  | 6     |          | 8        | 0        | .000     |
| 1986  | 3     |          | 2        | 0        | .000     |
| 通算  | 13    |          | 11       | 1        | .083     |

### 記録
- 初出場・初先発出場：1979年6月9日、対ロッテオリオンズ10回戦（日生球場）、3番・左翼手として先発出場（偵察要員、佐々木恭介と交代）
- 初安打：1985年4月14日、対横浜大洋ホエールズ2回戦（後楽園球場）、8回裏に斉藤明夫から
- 初本塁打・初打点：1985年4月21日、対広島東洋カープ2回戦（広島市民球場）、3回表に白武佳久から3ラン

### 背番号
- 39 （1978年 - 1984年）
- 37 （1985年 - 1988年）
- 67 （1989年）
- 82 （1990年 - 1992年）
- 80 （1993年 - 1994年、1998年）
- 89 （1996年）
- 70 （1999年 - 2000年）

### 登録名
- 佐野 クリスト （さの くりすと、1978年 - 1981年）
- 佐野 元国 （さの もとくに、1982年 - 2000年）